# Laurent Biras
Laurent Biras est un acteur français.

## Filmographie

### Cinéma
- 2001 : Astérix et Obélix : Mission Cléopâtre : légionnaire Francorus
- 2002 : Ma femme s'appelle Maurice : vendeur italien
- 2009 : Big H Story : (Tony)
- 2010 : Le Mac : la doublure de José Garcia
- 2010 : Les Insomniaques : Yves
- 2010 : Crédit pour tous
- 2012 : Aux yeux de tous : Seb
- 2012 : Les Seigneurs : le deuxième commentateur
- 2013 : Le Renard jaune
- 2013 : Dors mon lapin
- 2013 : À votre bon cœur, mesdames : le fiancé de Lisa
- 2014 : Calomnies : Lenoir
- 2014 : Le Mystère des jonquilles : Dr Simon
- 2014 : Tu es si jolie ce soir : Artie Lieber
- 2015 : Les Compagnons de la pomponette : Casimir
- 2015 : Monsieur Cauchemar
- 2016 : Le Cabanon rose : gendarme Toubinet
- 2016 : Rouges étaient les lilas
- 2017 : Vénéneuses de Jean-Pierre Mocky : Tonio Alvarez
- 2017 : Vive la crise ! de Jean-François Davy : le professeur de violoncelle
- 2017 : Votez pour moi de Jean-Pierre Mocky

### Télévision
- 2003 : Un gars, une fille : le serveur (2 épisodes)
- 2006 : Une journée dehouf : Flower (65 épisodes)
- 2008 : Palizzi : le passant pigeon (1 épisode)
- 2010 : Colère : le gendarme Gerbou
- 2011 : Tchip Show : inspecteur Blanchard (1 épisode)
- 2011 : Les Beaux Mecs : l'inspecteur de police en 1983 (1 épisode)
- 2011-2012 : L'Élu : Jean-Yves Goulard (9 épisodes)
- 2012 : Drôle de poker : Félicien
- 2013 : Myster Mocky présente (2 épisodes)
- 2014 : Paris, la ville à remonter le temps de Xavier Lefebvre
- 2014 : Fumer tue (court-métrage) d'Antoine Delelis
- 2015 : Stornoway d'Antoine Delelis : le tueur
- 2014 : Le Magicien et les Siamois : policier
- 2015 : Agafia : Yvan
- 2015 : Benoit détective : la fée vérité
- 2016 : Loin de chez nous de Fred Scotlande : Sohier

## Théâtre et comédies musicales
- 1995 : Les Cancans de la butte de Roger Louret, spectacle musical, mise en scène Roger Louret
- 1995 : Les Caprices de Marianne d'Alfred de Musset, mise en scène Roger Louret : Tibia
- 1995 : Les Z'années zazous de Roger Louret, spectacle musical, mise en scène Roger Louret
- 1995 : Les Années twist de Roger Louret, spectacle Musical,  mis en scène Roger Louret
- 1996 : L'Avare de Molière, mise en scène Roger Louret : La Flèche
- 1996 : La Java des mémoires de Roger Louret, spectacle musical mis en scène Roger Louret
- 1997 : L'Arlésienne d'Alphonse Daudet, mise en scène Roger Louret avec Bernadette Lafont et Jean Marais : patron Marc
- 1998 : La Fièvre des années 80 de Roger Louret, spectacle musical mis en scène Roger Louret
- 2001 : Entrez, entrez ! de Gérard Pinter, mise en scène Guy Louret : Marcello
- 2020 : Ubu roi d'Alfred Jarry, mise en scène Guy Louret